# Pavel Složil
Pavel Složil, né le 29 décembre 1955 à Opava, est un ancien joueur de tennis professionnel tchèque, spécialiste du double.

## Parcours dans les tournois duGrand Chelem

### En simple
| Année | Open d'Australie | Open d'Australie | Internationaux de France | Internationaux de France | Wimbledon       | Wimbledon     | US Open         | US Open     | Open d'Australie | Open d'Australie |
| ----- | ---------------- | ---------------- | ------------------------ | ------------------------ | --------------- | ------------- | --------------- | ----------- | ---------------- | ---------------- |
| 1977  | —                | —                | 1er tour (1/64)          | R. Norberg               | —               | —             | —               | —           | —                | —                |
| 1978  | n.o.             | n.o.             | 1er tour (1/64)          | L. Álvarez               | —               | —             | —               | —           | —                | —                |
| 1979  | n.o.             | n.o.             | 2e tour (1/32)           | V. Pecci                 | 1er tour (1/64) | To. Gullikson | 1er tour (1/64) | J. McEnroe  | —                | —                |
| 1980  | n.o.             | n.o.             | 2e tour (1/32)           | M. Orantes               | —               | —             | —               | —           | —                | —                |
| 1981  | n.o.             | n.o.             | 2e tour (1/32)           | C. Kirmayr               | 1er tour (1/64) | P. McNamee    | —               | —           | —                | —                |
| 1982  | n.o.             | n.o.             | 3e tour (1/16)           | A. Maurer                | 1er tour (1/64) | S. Menon      | —               | —           | —                | —                |
| 1983  | n.o.             | n.o.             | 2e tour (1/32)           | H. Günthardt             | —               | —             | —               | —           | —                | —                |
| 1984  | n.o.             | n.o.             | 2e tour (1/32)           | J. Aguilera              | 1er tour (1/64) | R. Gehring    | —               | —           | —                | —                |
| 1985  | n.o.             | n.o.             | 1er tour (1/64)          | A. Gómez                 | 1er tour (1/64) | K. Flach      | 2e tour (1/32)  | T. Wilkison | —                | —                |
| 1986  | n.o.             | n.o.             | 1er tour (1/64)          | A. Mansdorf              | 1er tour (1/64) | U. Stenlund   | 2e tour (1/32)  | J. Nyström  | n.o.             | n.o.             |

N.B. : à droite du résultat se trouve le nom de l'ultime adversaire.

### En double
| Année | Open d'Australie | Open d'Australie | Internationaux de France                                                            | Internationaux de France                                                          | Wimbledon                                                                          | Wimbledon | US Open | US Open | Open d'Australie | Open d'Australie |
| ----- | ---------------- | ---------------- | ----------------------------------------------------------------------------------- | --------------------------------------------------------------------------------- | ---------------------------------------------------------------------------------- | --------- | ------- | ------- | ---------------- | ---------------- |
| 1977  | —                | —                | 1er tour (1/32) P. Elter \|\| style="text-align:left;" \| C. Lewis R. Simpson       | —                                                                                 | —                                                                                  | —         | —       | —       | —                |                  |
| 1978  | n.o.             | n.o.             | 1er tour (1/32) I. Lendl \|\| style="text-align:left;" \| G. Toulon V. Winitsky     | —                                                                                 | —                                                                                  | —         | —       | —       | —                |                  |
| 1979  | n.o.             | n.o.             | 1er tour (1/32) I. Lendl \|\| style="text-align:left;" \| P. Bertolucci A. Panatta  | 1er tour (1/32) I. Lendl \|\| style="text-align:left;" \| A. Amritraj V. Amritraj | —                                                                                  | —         | —       | —       |                  |                  |
| 1980  | n.o.             | n.o.             | 1/4 de finale H. Günthardt \|\| style="text-align:left;" \| W. Fibak I. Lendl       | —                                                                                 | —                                                                                  | —         | —       | —       | —                |                  |
| 1981  | n.o.             | n.o.             | 1/8 de finale T. Šmíd \|\| style="text-align:left;" \| T. Moor E. Teltscher         | 2e tour (1/16) T. Šmíd \|\| style="text-align:left;" \| I. El Shafei J. Feaver    | —                                                                                  | —         | —       | —       |                  |                  |
| 1982  | n.o.             | n.o.             | 1er tour (1/32) R. Simon \|\| style="text-align:left;" \| W. Fibak J. Fitzgerald    | 1er tour (1/32) T. Šmíd \|\| style="text-align:left;" \| T. Graham M. Mitchell    | —                                                                                  | —         | —       | —       |                  |                  |
| 1983  | n.o.             | n.o.             | 1/2 finale T. Šmíd \|\| style="text-align:left;" \| A. Järryd H. Simonsson          | —                                                                                 | —                                                                                  | —         | —       | —       | —                |                  |
| 1984  | n.o.             | n.o.             | Finale T. Šmíd                                                                      | H. Leconte Y. Noah                                                                | 1/8 de finale T. Šmíd \|\| style="text-align:left;" \| J. Alexander J. Fitzgerald  | —         | —       | —       | —                |                  |
| 1985  | n.o.             | n.o.             | 1er tour (1/32) T. Šmíd \|\| style="text-align:left;" \| M. Davis C. Dunk           | 2e tour (1/16) T. Šmíd \|\| style="text-align:left;" \| P. McNamee P. McNamara    | 1er tour (1/32) T. Šmíd \|\| style="text-align:left;" \| C. Hooper L. Shiras       | —         | —       |         |                  |                  |
| 1986  | n.o.             | n.o.             | 2e tour (1/16) J. Hlasek \|\| style="text-align:left;" \| G. Luza G. Tiberti        | 1/2 finale J. Hlasek \|\| style="text-align:left;" \| G. Donnelly P. Fleming      | 1er tour (1/32) J. Hlasek \|\| style="text-align:left;" \| E. Edwards F. González  | n.o.      | n.o.    |         |                  |                  |
| 1987  | —                | —                | 1er tour (1/32) P. Korda \|\| style="text-align:left;" \| J. Gunnarsson J. Svensson | 1er tour (1/32) C. Suk \|\| style="text-align:left;" \| H. Günthardt J. Hlasek    | 1er tour (1/32) M. Šrejber \|\| style="text-align:left;" \| N. Odizor B. Testerman | n.o.      | n.o.    |         |                  |                  |

N.B. : le nom du ou de la partenaire se trouve sous le résultat ; les noms des ultimes adversaires se trouvent à droite.

### En double mixte
| Année | Open d'Australie | Open d'Australie | Internationaux de France                                                      | Internationaux de France | Wimbledon | Wimbledon | US Open | US Open | Open d'Australie | Open d'Australie |
| ----- | ---------------- | ---------------- | ----------------------------------------------------------------------------- | ------------------------ | --------- | --------- | ------- | ------- | ---------------- | ---------------- |
| 1978  | n.o.             | n.o.             | Victoire R. Tomanová                                                          | V. Ruzici P. Dominguez   | —         | —         | —       | —       | n.o.             | n.o.             |
| 1979  | n.o.             | n.o.             | 1/2 finale R. Tomanová \|\| style="text-align:left;" \| W. Turnbull B. Hewitt | —                        | —         | —         | —       | n.o.    | n.o.             |                  |

N.B. : le nom de la partenaire se trouve sous le résultat ; les noms des ultimes adversaires se trouvent à droite.

## Participation aux Masters

### En double
| Année | Ville    | Surface         | Partenaire | Résultats | Résultat final     |
| ----- | -------- | --------------- | ---------- | --------- | ------------------ |
| 1982  | New York | Moquette indoor | Tomáš Šmíd | 1v, 1d    | Demi-finaliste     |
| 1983  | New York | Moquette indoor | Tomáš Šmíd | 2v, 1d    | Finaliste          |
| 1984  | New York | Moquette indoor | Tomáš Šmíd | 1v, 1d    | Demi-finaliste     |
| 1985  | New York | Moquette indoor | Tomáš Šmíd | 0v, 1d    | Quart de finaliste |